# CL-117
La CL-117 es una carretera autonómica de Castilla y León, que une Salas de los Infantes (provincia de Burgos) con Abejar (provincia de Soria), localidades situadas en la N-234 . 
Su trayecto es el de las antiguas vías BU-P-8821, SO-850 y SO-840. Tiene un ancho de calzada de ocho metros y forma parte de la Red Básica.

## Inicio
Comienza el la localidad burgalesa de Salas de los Infantes, cruce de caminos: N-234 de Sagunto a Burgos y BU-825 a límite con la provincia de La Rioja atravesando Castrovido . En el puerto de El Manquillo (1.415 m) entronca con la BU-820, que nos conduce hasta la N-120 en Ibeas de Juarros.

## Trazado
- Castrillo de la Reina :
  - Cruce a la derecha: BU-V-8222 a Moncalvillo.
- Palacios de la Sierra :
  - Cruce a la derecha: BU-V-8229 a San Leonardo de Yagüe ( N-234 ).
- Cruce a la derecha: BU-V-8229 a Vilviestre del Pinar finalizando en San Leonardo de Yagüe ( N-234 ).
- Quintanar de la Sierra:
  - Cruce a la derecha: BU-V-8227 a Canicosa de la Sierra finalizando en Navaleno ( N-234 ).
  - Cruce a la izquierda:  BU-822  a Neila , atravesando el Puerto de El Collado (1.400 m).
- Cruce a la derecha: BU-V-8228 a Canicosa de la Sierra finalizando en Navaleno ( N-234 ).
- Regumiel de la Sierra
- Límite entre las provincias de  Provincia de Burgos   y de  Provincia de Soria ; puerto del Hierro (1.135 m).
- Duruelo de la Sierra
- Puerto de Perondillo (1.202 m).
- Covaleda
- Salduero: 
  - Cruce a la izquierda:  SO-840  a Vinuesa , donde continúa en las   SO-830  a La Rioja y  SO-821  a Tera (N-111).
- Molinos de Duero
- Embalse de la Cuerda del Pozo.

## Final
Para finalizar en Abejar donde conecta con las siguientes vías:
- Nacional  N-234  de Sagunto a Burgos pasando por Soria.
- Autonómica de la red complementaria local  SO-910  que nos conduce a Fuentepinilla ( SO-100 ) para concluir en Almazán.